# 高辻通 (名古屋市)
高辻通（たかつじとおり）は、愛知県名古屋市昭和区の地名。

## 歴史

### 町名の由来
精進川の合流点付近にやや小高い辻があったことによる説、鷹が多く生息していたことによる説があるという。

### 沿革
- 1931年（昭和6年）4月1日 - 中区御器所町・熱田東町の各一部により、同区高辻通が成立[3]。
- 1937年（昭和12年）10月1日 - 昭和区に編入され、同区高辻通となる[3]。
- 1970年（昭和45年）10月21日 - 一部が昭和区高辻町となる[4]。
- 1972年（昭和47年）8月1日 - 昭和区白金三丁目・福江三丁目・高辻町にそれぞれ編入され消滅[4]。